# Earinis krueslerae
Earinis krueslerae là một loài bọ cánh cứng trong họ Cerambycidae.